# Administration électronique en Belgique
La mise en œuvre de l'administration électronique en Belgique a dû s'adapter à la structure constitutionnelle complexe du pays. Les entités fédérées sont en effet de deux natures :
- les communautés, chargées des matières dites personnalisables, essentiellement enseignement, aide sociale, culture.
- les régions, chargées de diverses matières dont l'aménagement du territoire, l'économie.

## Une logique basée sur les intentions
L'administration électronique s'adresse aux citoyens et aux entreprises afin de leur offrir de l'information et des services en ligne. Un principe fondamental consiste à structurer le contenu de l'administration électronique en fonction de la ligne de vie du citoyen (apprendre, se déplacer, travailler, se loger, préparer sa pension...) ou de la ligne de vie des entreprises (créer une entreprise, participer à des marchés publics, gérer les impôts, engager du personnel...). On[Qui ?] structure ainsi l'information en fonction des intentions du citoyen et non pas en fonction de l'organigramme des administrations. Petit à petit, le contenu électronique devrait permettre de rendre invisible à l'utilisateur la complexité institutionnelle.

## Identification et carte d'identité électronique
En général, l'information est librement consultable sur les différents sites des institutions belges. Cependant, pour certaines utilisations (transactions, consultation de son dossier), une identification de l'utilisateur est nécessaire. Il faut également vérifier cette identité : c'est le processus d'authentification. Ceci peut se faire selon différents niveaux de sécurité : un mot de passe, un token (un papier contenant une série de codes) ou la carte d'identité électronique (eID). La carte d'identité électronique est actuellement distribuée à l'ensemble de la population belge (citoyens et résidents d'autres nationalités depuis 2009). Elle contient un certificat permettant l'authentification de l'utilisateur et un autre pour la signature électronique.

## Gouvernement fédéral
- Portail de l'Administration : Belgium.be
- Agence pour la Simplification administrative
- Secrétariat d'État à l'informatisation de l'État

### Principales réalisations fédérales
- Division de l'Immatriculation des Véhicules
- Tax-On-Web : Déclaration de l'impôt sur les personnes physiques
- eHealth : la santé en ligne
- Déclaration électronique de la TVA
- EID et EID Shop : carte d'identité électronique
- Banque-Carrefour des Entreprises
- My Belgium : service public en ligne, portail vers les autres sites de l'administration électronique

#### Sécurité sociale
- Dimona, la déclaration immédiate de mise au travail
- Limosa, l'enregistrement de travailleurs étrangers
- Banque-carrefour de la Sécurité sociale